# Koks i kulissen
Koks i kulissen er en dansk film fra 1983.
- Manuskript Christian Braad Thomsen, Helle Ryslinge og Anne Marie Helger.
- Instruktion Christian Braad Thomsen.

## Medvirkende
Blandt de medvirkende kan nævnes:
- Helle Ryslinge
- Anne Marie Helger
- Flemming Quist Møller
- Hans Henrik Clemensen
- Gyda Hansen
- Gotha Andersen
- Bent Conradi
- Peter Ronild
- Lene Vasegaard
- Lotte Olsen
- Aksel Erhardsen
- Pernille Grumme
- Asta Esper Andersen
- Kim Veisgaard
- Arne Siemsen
- Bruno Bjørn
- Knud Dittmer